# Рудня-Карпилівська
Рудня-Карпилівська — село в Україні, в Сарненському районі Рівненської області. Населення становить 513 осіб.

## Географія
Селом протікає річка Безіменна, права притока Случі.

## Історія
У 1906 році село Немовицької волості Рівненського повіту Волинської губернії. Відстань від повітового міста 137 верст, від волості 27. Дворів 8, мешканців 83.

## Населення
Згідно з переписом УРСР 1989 року чисельність наявного населення села становила 470 осіб, з яких 242 чоловіки та 228 жінок.
За переписом населення 2001 року в селі мешкали 482 особи. 100 % населення вказали своєї рідною мовою українську мову.

## Релігія
26 жовтня 2018 року освячено Покровський храм УПЦ КП.